# Sara Rue
Sara Rue (New York, 26 gennaio 1979) è un'attrice statunitense.

## Biografia
Nota per il ruolo di Claude Casey nella serie Perfetti... ma non troppo e per il ruolo di Carmen Ferrara in Popular, è inoltre apparsa come guest star nella sitcom Will & Grace nel ruolo di Joyce, sorella di Grace Adler, e in The Big Bang Theory nel ruolo della dottoressa Stephanie Barnett, fidanzata di Leonard Hofstadter. Ha partecipato ad un episodio di E.R. - Medici in prima linea e ad uno di Chicago Hope.  Nel 2006 ha preso parte alla serie TV Due uomini e mezzo. Nel 2009 ha preso parte alla serie TV Eastwick.
Per il cinema ha recitato nella commedia Giovani, pazzi e svitati e La mappa del mondo, ha interpretato una babysitter nel film di Gore Verbinski The Ring, ed è stata una delle infermiere in Pearl Harbor di Michael Bay. Inoltre ha lavorato al fianco di Luke Wilson in Idiocracy, ed ha preso parte al film 134 modi per innamorarsi, nel ruolo della migliore amica della protagonista Carly Pope (già sua collega in Popular). È stata anche protagonista del film per la televisione Un fidanzato venuto dal futuro nei panni di Elizabeth Barrett, giornalista e scrittrice che vive a New Orleans.

## Filmografia

### Cinema
- Il sogno del mare - Rocket Gibraltar (Rocket Gibraltar), regia di Daniel Petrie (1988)
- Saluti dal caro estinto (Passed Away), regia di Scott Elliot (1992)
- Nowhere to Go, regia di Jhon Caire (1998)
- Giovani, pazzi e svitati (Can't Hardly Wait), regia di Harry Elfont, Deborah Kaplan (1998)
- A Slipping-Down Life, regia di Tony Kalem (1999)
- La mappa del mondo (A Map of the World), regia di Mike Judge (1999)
- Pearl Harbor, regia di Michael Bay (2001)
- Gypsy 83, regia di Todd Stephens (2001)
- The Ring, regia di Gore Verbinski (2002)
- Idiocracy, regia di Mike Judge (2005) - non accreditata
- Barbara Jean, regia di Mischa Livingstone (2005) - cortometraggio
- Due uomini e mezzo (2006)
- Danny Roane: First Time Director, regia di Andy Dick (2006)
- Man Maid, regia di Chris Lusvardi (2008)
- Matrimonio tra amici (Not Since You), regia di Jeff Stephenson (2009)
- For Christ's Sake, regia di Jackson Douglas (2010)
- Dorfman, regia di Brad Leong (2011)
- Miss Dial, regia di David H. Steinberg (2013)
- Ossessioni nascoste (Don't Wake Mommy), regia di Chris Sivertson (2015)

### Televisione
- Grand - serie TV, 26 episodi (1990)
- Pappa e ciccia (Roseanne) - serie TV, episodio 5x07 (1992)
- Phenom - serie TV, 14 episodi (1993-1994)
- Blossom - serie TV, episodio 5x11 (1995)
- Family Reunion: A Relative Nightmare, regia di Neal Israel (1995) - film TV
- Tutti a casa di Ron (Minor Adjustments) - serie TV, 20 episodi (1995-1996)
- E.R. - Medici in prima linea (ER) - serie TV, episodio 3x03 (1996)
- Pearl - serie TV, episodio 1x07 (1996)
- For My Daughter's Honor, regia di Alan Metzger (1996) - film TV
- Ned and Stacey - serie TV, episodio 2x09 (1997)
- Chicago Hope - serie TV, episodio 4x15 (1998)
- The Simple Life - serie TV, episodi 1x01-1x02-1x05 (1998)
- Zoe, Duncan, Jack & Jane - serie TV, 5 episodi (1999)
- Popular - serie TV, 43 episodi (1999-2001)
- Will & Grace - serie TV, episodio 3x08 (2000)
- The Division - serie TV, episodi 2x08-2x13-3x22 (2002-2003)
- Perfetti... ma non troppo (Less Than Perfect) - serie TV, 81 episodi (2002-2006)
- 134 modi per innamorarsi (This Time Around), regia di Douglas Barr (2003) - film TV
- Play Nice - episodio pilota scartato (2006)
- Due uomini e mezzo (Two and an Half Men) - serie TV, episodi 4x07-4x12 (2006-2007)
- Nurses - episodio pilota scartato (2007)
- Nightmare at the End of the Hall, regia di George Mendeluk (2008) - film TV
- The Big Bang Theory - serie TV, episodi 2x08, 2x09, 2x10 (2008)
- Spaced - episodio pilota scartato (2008)
- Leverage - Consulenze illegali (Leverage) - serie TV, episodio 1x08 (2009)
- Eastwick - serie TV, 13 episodi (2009-2010)
- Le regole dell'amore (Rules of Engagement) - serie TV, 12 episodi (2010-2013)
- Private Practice - serie TV, episodio 3x15 (2010)
- Dream Crushers - episodio pilota scartato (2011)
- Un fidanzato venuto dal futuro (My Future Boyfriend), regia di Michael Lange (2011) - film TV
- Psych - serie TV, episodio 6x11 (2012)
- Malibu Country - serie TV, 17 episodi (2012-2013)
- Mom - serie TV, 8 episodi (2014-2016)
- Impastor - serie TV, 20 episodi (2015-2016)
- Bones - serie TV, 7 episodi (2015-2017)
- All for Love, regia di Lee Friedlander (2017) - film TV
- American Housewife - serie TV, episodio 2x08 (2017)
- Una serie di sfortunati eventi (A Series of Unfortunate Events) - serie TV, 7 episodi (2018)
- The Rookie – serie , episodio 2x07, 4x22, 6x09 (2019-in corso)
- Amore in fiore (True Love Blooms), regia di Matthew Diamond (2019) - film TV
- B Positive - serie TV (2020-in corso)

## Doppiatrici italiane
Nelle versioni in lingua italiana dei suoi lavori, Sara Rue è stata doppiata da:
- Francesca Guadagno in The Ring, Perfetti ma non troppo, 134 modi per innamorarsi, The Big Bang Theory
- Micaela Incitti in Popular, Pearl Harbor, Mom
- Laura Latini in Due uomini e mezzo, Leverage - Consulenze illegali
- Federica De Bortoli in Eastwick, Un fidanzato venuto dal futuro
- Franca D'Amato in Idiocracy
- Francesca Manicone in Matrimonio tra amici
- Chiara Colizzi in Tutti a casa di Ron
- Gemma Donati in Zoe, Duncan, Jack & Jane
- Perla Liberatori in Amore in fiore
- Emanuela Damasio in Ossessioni nascoste
- Valentina Favazza in Una serie di sfortunati eventi